# غيردية صيفية
غيردية صيفية (الاسم العلمي:Gaillardia aestivalis) هو نوع من النباتات يتبع جنس الغيردية من الفصيلة النجمية.